# Горній Хумаць
Горній Хумаць (хорв. Gornji Humac) — населений пункт у Хорватії, у Сплітсько-Далматинській жупанії у складі громади Пучища.

## Населення
Населення за даними перепису 2011 року становило 271 осіб.
Динаміка чисельності населення поселення:

## Клімат
Середня річна температура становить 14,06 °C, середня максимальна – 26,94 °C, а середня мінімальна – 1,90 °C. Середня річна кількість опадів – 813 мм.
| Клімат поселення                              | Клімат поселення | Клімат поселення | Клімат поселення | Клімат поселення | Клімат поселення | Клімат поселення | Клімат поселення | Клімат поселення | Клімат поселення | Клімат поселення | Клімат поселення | Клімат поселення | Клімат поселення |
| Показник                                      | Січ.             | Лют.             | Бер.             | Квіт.            | Трав.            | Черв.            | Лип.             | Серп.            | Вер.             | Жовт.            | Лист.            | Груд.            |                  |
| Середній максимум, °C                         | 9,53             | 9,48             | 12,08            | 15,76            | 20,83            | 25,00            | 26,94            | 26,83            | 21,83            | 17,34            | 12,53            | 9,70             |                  |
| Середня температура, °C                       | 5,74             | 5,70             | 8,29             | 11,98            | 17,04            | 21,20            | 24,20            | 24,09            | 19,08            | 14,60            | 9,78             | 6,96             |                  |
| Середній мінімум, °C                          | 1,95             | 1,90             | 4,51             | 8,19             | 13,26            | 17,43            | 21,47            | 21,35            | 16,35            | 11,86            | 7,04             | 4,23             |                  |
| Норма опадів, мм                              | 75               | 64               | 70               | 67               | 54               | 48               | 31               | 47               | 68               | 91               | 106              | 92               |                  |
| Середньомісячна швидкість вітру, м/с          | 3.55             | 3.84             | 3.83             | 3.50             | 3.08             | 2.78             | 2.79             | 2.67             | 3.03             | 3.24             | 3.97             | 4.01             |                  |
| Середньомісячна сонячна радіація, кДж/м²·день | 5674             | 8409             | 12000            | 16459            | 20295            | 23036            | 24742            | 21780            | 16213            | 10584            | 6100             | 4784             |                  |
| --------------------------------------------- | ---------------- | ---------------- | ---------------- | ---------------- | ---------------- | ---------------- | ---------------- | ---------------- | ---------------- | ---------------- | ---------------- | ---------------- | ---------------- |
| Джерело:                                      |                  |                  |                  |                  |                  |                  |                  |                  |                  |                  |                  |                  |                  |